# HollandExel
HollandExel — бывшая авиакомпания Нидерландов со штаб-квартирой в Схипхоле (Харлеммермер), работавшая в сфере чартерных пассажирских перевозок по контрактам с туристическими операторами страны.
Портом приписки авиакомпании и её транзитным узлом (хабом) являлся амстердамский аэропорт Схипхол.

## История

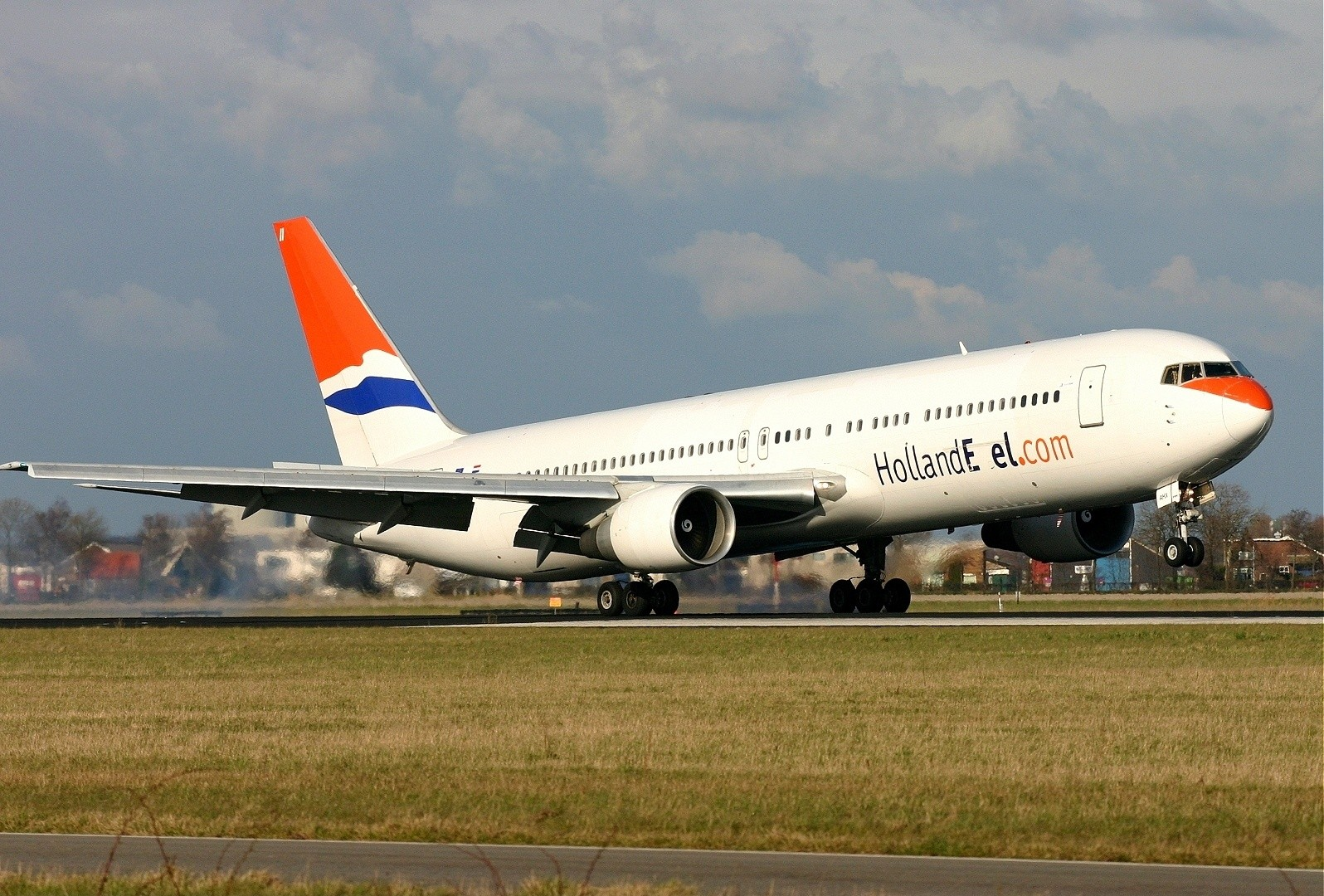
Boeing 767-383ER авиакомпании HollandExel в амстердамском аэропорте Схипхол

Авиакомпания ATR Leasing VI была основана в 2003 году в качестве дочернего подразделения нидерландского холдинга Exel Aviation Group (EAG) и начала операционную деятельность в январе следующего года. Компания эксплуатировала самолёты Boeing 767—300 обанкротившегося авиаперевозчика Air Holland.
HollandExel выполняла главным образом чартерные рейсы по контрактам и от имени туристических корпораций TUI и Thomas Cook. В 2004 году на рынок международных авиаперевозок вышли вновь образованные холдингом EAG авиакомпании BelgiumExel и Dutch Antilles, при этом первая работала на дальнемагистральных направлениях из Бельгии по контракту с Thomas Cook, а вторая совершала регулярные рейсы из амстердамского аэропорта Схипхол в аэропорты европейских стран.
В 2005 году Exel Aviation Group был объявлен банкротом. Несмотря на это, Holland Exel была выкуплена туристическим холдингом TUI, который после приобретения авиакомпании сменил её официальное название на Arkefly.

## Флот
Воздушный флот авиакомпании HollandExel составляли следующие самолёты
- 1 Boeing 757—200
- 3 Boeing 767—300 (в апреле 2005 года переданы в авиакомпанию Arkefly)